# 弗朗西斯科·卡瓦尼亚斯
弗朗西斯科·卡瓦尼亚斯（西班牙語：Francisco Cabañas，1912年1月22日—2002年1月26日），墨西哥拳击运动员。他曾代表墨西哥参加1932年夏季奥林匹克运动会拳击比赛，获得男子112磅级银牌。